# Cultura Sinagua

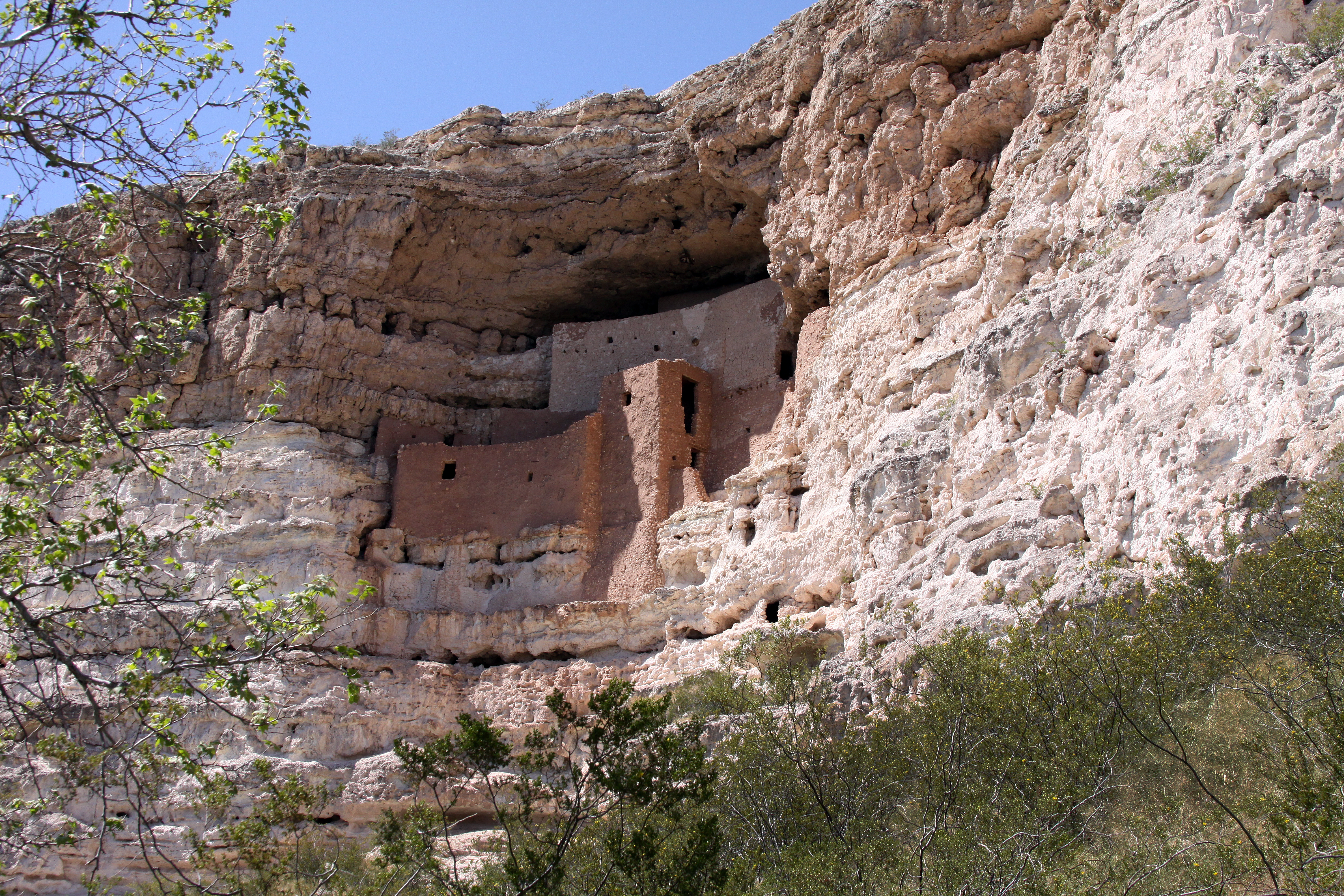

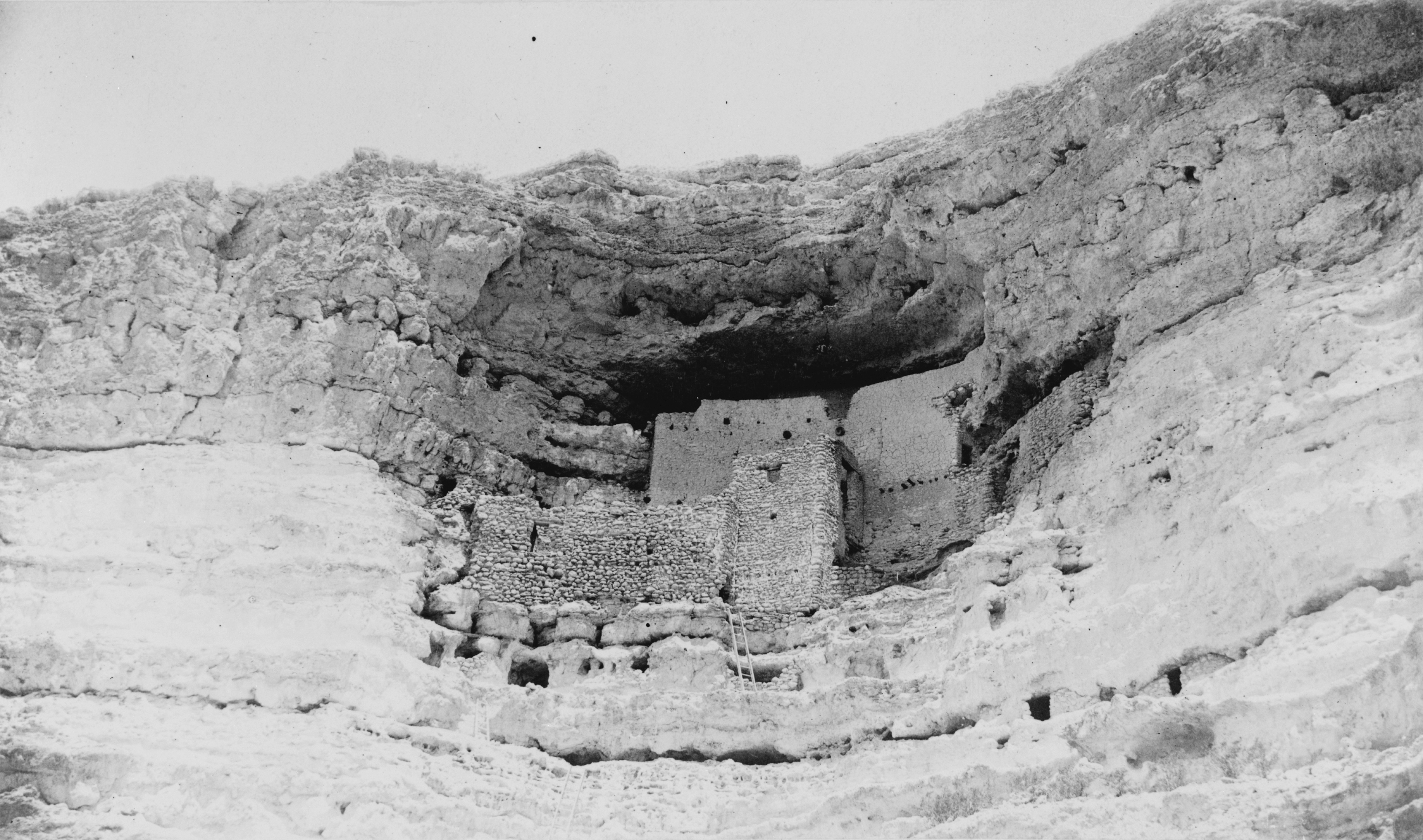
Vivienda Sinagua

Los Sinagua fueron un grupo cultural precolombino que ocupaba un área en el centro del estado estadounidense de Arizona, entre el río Little Colorado y el río Salado (entre Flagstaff y Phoenix), incluyendo el Valle Verde y una parte significativa de la zona del Borde Mogollón entre aproximadamente 500(d.c.) y 1425(d.c.).
Los primeros sitios Sinagua consisten en casas-pozo (cabañas semisubterráneas). Más tarde, las estructuras se parecían más a la arquitectura de los pueblo que se encuentra en otras culturas en todo el suroeste de Estados Unidos. La economía Sinagua se basó en una combinación de la caza-recolección y la agricultura de subsistencia.
Las últimas huellas que dejaron los Sinagua se encuentra en el Monumento Nacional del Castillo de Montezuma, que fue habitada hasta aproximadamente 1425(d.c.).
- Datos: Q1891996
- Multimedia: Sinagua / Q1891996